# Martin Chales de Beaulieu
Franz Martin Chales de Beaulieu (Frankfurt na Odri, 11. studenog 1857. – 27. travnja 1945.) je bio njemački general i vojni zapovjednik. Tijekom Prvog svjetskog rata zapovijedao je 12. pješačkom divizijom, te XIV. korpusom na Zapadnom bojištu.

## Vojna karijera
Martin Chales de Beaulieu rođen je 11. studenog 1857. u Frankfurtu na Odri. U prusku vojsku stupio je 1877. godine služeći u 2. gardijskoj grenadirskoj pukovniji. U siječnju 1887. promaknut je u čin poručnika, da bi potom služio u vojnog okrugu Mainza, te Glavnom stožeru u Berlinu. U listopadu 1891. dosiže čin satnika. Te iste godine imenovan je drugim pobočnikom načelnika Glavnog stožera Alfreda von Schlieffena koju dužnost obnaša do 1894. od kada ponovno služi u 2. gardijskoj grenadirskoj pukovniji gdje zapovijeda satnijom. Potom služi u stožeru 2. gardijske divizije u Berlinu, te stožeru VI. korpusa u Breslauu. U međuvremenu je, u studenom 1897., promaknut u čin bojnika. Od 1901. ponovno služi kao zapovjednik bojne u 2. gardijskoj grenadirskoj pukovniji, da bi nakon toga iduće godine bio imenovan prvim pobočnikom načelnika Glavnog stožera Alfreda von Schlieffena.
Od 1903. služi kao načelnik odjela pri Glavnom stožeru, dok je u travnju 1904. promaknut u potpukovnika. Te iste godine upućen je u Njemačku Jugozapadnu Afriku gdje kao načelnik stožera njemačkih snaga pod zapovjedništvom Lothara von Trothe sudjeluje u gušenju ustanka Herera. Po povratku, u travnju 1905. postaje načelnikom stožera II. korpusa u Stettinu, da bi nakon toga u listopadu 1906. bio imenovan zapovjednikom 32. pješačke pukovnije. U siječnju 1907. promaknut je u pukovnika, a 1911. dostiže čin general bojnika. Te iste godine, u veljači, postaje zapovjednikom 74. pješačke brigade. U lipnju 1913. promaknut je u čin general poručnika, te istodobno imenovan zapovjednikom 12. pješačke divizije na čijem čelu se nalazi i na početku Prvog svjetskog rata.  

## Prvi svjetski rat
Na početku Prvog svjetskog rata 12. pješačka divizija nalazila se u sastavu 4. armije kojom je na Zapadnom bojištu zapovijedao vojvoda Albrecht. Krajem 1914., 12. pješačka divizija držala je položaje u Chapmagni, gdje Chales zapovijedajući istom sudjeluje u Prvoj bitci u Champagni. Tijekom 1915. Chales sa svojom divizijom drži položaje na relativno mirnom dijelu bojišta, da bi početkom srpnja 1916. ista bila izložena jakom britanskom napadu u Bitci na Sommi u kojoj je pretrpjela velike gubitke.
U kolovozu 1916. Chales postaje zapovjednikom XIV. korpusa zamijenivši na tom mjestu Karla von Hänischa. U ljeto 1917. sa XIV. korpusom premješten je u Flandriju gdje sudjeluje u Trećoj bitci kod Ypresa. U rujnu te iste godine Chales je umirovljen. Istodobno s umirovljenjem 5. rujna 1917. primio je orden Pour le Mérite. 

## Poslije rata
Nakon umirovljenja u siječnju 1918. Chales je promaknut u počasni čin generala pješaštva. Martin Chales de Beaulieu preminuo je u 88. godini života 27. travnja 1945. godine.

## Vanjske poveznice
(eng.) Martin Chales de Beaulieu na stranici Prussianmachine.com

(njem.) Martin Chales de Beaulieu na stranici Deutschland14-18.de  Arhivirana inačica izvorne stranice od 10. studenoga 2013. (Wayback Machine)